# Paberasan (Kota Sumenep)
Paberasan is een bestuurslaag in het regentschap Sumenep van de provincie Oost-Java, Indonesië. Paberasan telt 3911 inwoners (volkstelling 2010).